# Дивину
Дивину (порт. Divino) — муниципалитет в Бразилии, входит в штат Минас-Жерайс. Составная часть мезорегиона Зона-да-Мата. Входит в экономико-статистический микрорегион Муриаэ. Население составляет 19 922 человека на 2006 год. Занимает площадь 338,716 км². Плотность населения — 58,8 чел./км².
Праздник города — 25 января.

## История
Город основан 25 января 1939 года. 

## Статистика
- Валовой внутренний продукт на 2003 год составляет 56 889 990,00 реалов (данные: Бразильский институт географии и статистики).
- Валовой внутренний продукт на душу населения на 2003 год составляет 2957,94 реалов (данные: Бразильский институт географии и статистики).
- Индекс развития человеческого потенциала на 2000 год составляет 0,692 (данные: Программа развития ООН).

## География
Климат местности: горный тропический.